# Burisma Holdings
Burisma Holdings Ltd. (in ucraino Бурісма Холдингс?, Burisma Choldynhs) è un'azienda privata cipriota, operante prevalentemente in Ucraina, che opera come holding di numerose imprese attive nel settore dell'esplorazione, produzione e vendita di gas naturale e petrolio. Tra i maggiori operatori del settore in Ucraina nell'Europa orientale il gruppo detiene numerosi interessi anche in Germania, Italia, Kazakistan e Messico.
Tra i membri più illustri del consiglio di amministrazione del gruppo di Burisma vi sono stati: Mykola Zločevs'kyj, fondatore ed ex Ministro dell'ecologia e delle risorse naturali nel primo governo Azarov, Aleksander Kwaśniewski, ex Presidente della Repubblica di Polonia, Hunter Biden, imprenditore statunitense e figlio del Vicepresidente e poi Presidente degli Stati Uniti d'America Joe Biden, e Cofer Black, ex capo dell'antiterrorismo della CIA.

## Storia
Burisma fu fondata nel 2002 dagli imprenditori ucraini Mykola Zločevs'kyj e Mykola Lisin sebbene la registrazione della società a Cipro sia avvenuta nel 2006, periodo a cui viene riferito il consolidamento delle attività economiche del gruppo societario.
L'azienda ha ottenuto una partecipazione maggioritaria del 69,47% nel capitale della società statunitense Sunrise Energy Resources, fondata nel Delaware il 1º aprile 1991 e attiva nel settore della ricerca, estrazione e vendita di gas naturale e petrolio in Ucraina attraverso le filiali Esko Pivnič e Pari. Queste ultime due furono acquisite nel 2008 da Burisma che parimenti vendette le quote in Sunrise a quattro società panamensi ed una statunitense per 270000 dollari.
Nel 2012 ha acquisito una quota di maggioranza nelle aziende ucraine Krymtopėnergoservis, Pervaja Ukrainskaja Neftegazovaja Kompanija e Naftogaz Garant. Nel 2016 insieme alla Fondazione Principe Alberto II di Monaco e alla Fondazione Amicus Europae di Aleksander Kwaśniewski ha dato vita al Forum internazionale sulla sicurezza energetica per il futuro (ESF) ed è stato tra i principali sponsor della Maratona Elettrica Internazionale.
Burisma fu coinvolta nello scandalo politico dell'Ucrainagate durante la campagna elettorale per le elezioni presidenziali statunitensi del 2020: secondo alcune rivelazioni fatte da un autore del sito Breitbart News Joe Biden, durante il suo mandato da Vicepresidente nella presidenza Obama, avrebbe concesso dei benefici al mercato ucraino per favorire l'esperienza del figlio Hunter Biden, membro del consiglio di amministrazione di Burisma Group dall'aprile 2014 all'aprile 2019. Tali accuse, rilanciate dall'allora Presidente Donald Trump, sono state ritenute infondate in seguito ad un'indagine portata avanti dalla commissioni del Senato statunitense della sicurezza interna e della finanza.

## Attività

### Ucraina
La società possiede 20 licenze per la produzione di idrocarburi in tutti i principali bacini ucraini del petrolio e del gas, tra cui si trovano quelli del Dnieper-Donets e dei Carpazi. I bacini si trovano nelle immediate vicinanze d'importanti gasdotti e sono completamente collegati. L'87% del margine operativo lordo e il 91% dei volumi di produzione sono generati nel bacino del Dnieper-Donets che contiene l'82% del totale delle riserve di gas naturale in Ucraina. La sua quota di mercato, tra produttori nazionali indipendenti di petrolio e gas, costituisce il 30%.

### Kazakistan
Burisma Eurasia, operante nel settore del petrolio e del gas in Asia centrale, fornisce una serie di lavori di ingegneria industriale, tra cui la ricerca e l'esplorazione, la perforazione e MWD (misurazioni durante la perforazione), la valutazione di formazioni, la manutenzione dei pozzi e il controllo della produzione, le tecnologie dell'informazione e i servizi di consulenza.
L'azienda ha avviato le operazioni in Kazakistan nel 2014 e nel 2015 ha firmato una serie di accordi con l'azienda nazionale KazMunayGas, S.p.a e con le sue società affiliate.

### Energia geotermica
Fondata nel 2015, Burisma Geothermal si specializza nello sviluppo di energia geotermica e nella produzione di energia elettrica. Ha firmato un accordo di investimento con il gruppo internazionale Gesto Investimento e Gestão (GIG) per investire in tre progetti: Montenero, Mazzolla e Cinigiano. 
È membro di varie associazioni geotermiche, tra cui Geothermal Energy Association, Bundesverband Geothermie e Rete Geotermica.